# Bundesstraße 418
Pour les articles homonymes, voir Route 418.
La Bundesstraße 418 est une Bundesstraße du Land de Rhénanie-Palatinat.

## Géographie
La Bundesstraße 418 mène d'Echternacherbrück par la vallée de la Sûre, qui forme la frontière avec le Luxembourg, jusqu'à Wasserbilligerbrück.
Depuis la suppression des contrôles aux frontières, de nombreux Allemands préfèrent utiliser la N 10 côté luxembourgeois au lieu de la B 418 jusqu'à la jonction de l'autoroute A1 (côté allemand A 64), car celle-ci coupe le méandre de la Sûre à Ralingen.

## Source
- (de) Cet article est partiellement ou en totalité issu de l’article de Wikipédia en allemand intitulé « Bundesstraße 418 » (voir la liste des auteurs).